# Контини, Джанфранко
Джанфранко Контини (итал. Gianfranco Contini; 4 января 1912, Домодоссола, Италия — 1 февраля 1990, Домодоссола, Италия) — итальянский литературовед, филолог, академик и партийный деятель, историк итальянской литературы, один из крупнейших представителей стилистической критики.

## Биография

### От Домодоссолы до Парижа: первая стадия
Сын Риккардо Контини и Марии Чернусколи.Исследовал античную литературу в Колледже Меллерио Росмини в Домодоссоле, после чего получил диплом по литературе в Университете Павии. В 1933 г. защитил диссертацию о жизни и творчестве Бонвезена де ла Рива в Колледже Гислиери в 1933 году. Завершил обучение в Туринском университете под руководством филолога Санторре Дебенедетти в 1934 году и вступил в контакт с молодыми интеллектуалами, которые сплотились вокруг издательства «Einaudi»: Массимо Мила, Леоне Гинзбург и Джулио Эйнауди. Контини переехал в Париж, где жил с 1934 по 1936 год. В 1936 г. получил должность в Академии делла Круска во Флоренции; кроме того, преподавал французскую литературу в Пизе . В этот период он сотрудничал с Эудженио Монтале.
В 1938 году он был назначен профессором романской филологии Фрибургского университета как преемник Бруно Мильорини; там он обучал избранную группу студентов, в том числе итальянцев-беженцев.
В 1956 году Контини возглавил Центр филологических исследований Академии делла Круска и занимал эту должность до марта 1971 года. В 1957-67 гг. руководил Итальянским обществом Данте в Академии Линчеи. Являлся главным редактором журнала Studi danteschi в 1957-71 гг.. В 1987 г. (или 1985 г.) Контини после тяжелой болезни навсегда вернулся в Домодоссолу, на виллу Сан-Квирико, где и умер через три года .

## Частная жизнь
Контини женился на бывшей студентке Маргарет Пиллер (1929—2005) в 1955 году, от которой у него родились сыновья Риккардо и Роберто .

## Методология

### Критика «записок» и авторских вариаций
Критика Контини определяется как критика вариантов, поскольку его метод не останавливается исключительно на данной и завершенной работе (как утверждает идеалистическая критика Кроче), но также анализирует предыдущие издания и различные этапы исправления рукописей, те, которые Бенедетто Кроче в «Иллюзиях о происхождении произведений искусства, задокументированных авторскими альбомами для вырезок», назвал именно «альбомами для вырезок». В более общем плане методология Контини соответствует направлению стилистической критики Карла Фосслера и Лео Спитцера. Но, если в первом был крочеанский интерес к эстетике, а во втором — поиски психологической этимологии, то Контини останавливается исключительно на лингвистических данных, пытаясь проследить генезис текста, начиная с авторских вариаций, рассматривая литературное произведение в процессе.

### Критико-филологическая деятельность

#### Две языковые линии
Контини был великим исследователем литературы по всем направлениям: от эссе о Данте и Петрарке до современных авторов (Пасколи, Монтале, Гадда, Пиццуто). Контини выделял в итальянской литературе, рассматриваемой с лингвистико-стилистической точки зрения, две линии, которые пересекают её, так сказать, от её истоков до XX века: многоязычную и одноязычную. Многоязычие, которому отдает предпочтение критик, характеризующееся богатством лексических регистров и экспериментальным использованием языка, начинается от Данте и доходит до Пасколи, Гадды и Пазолини, в то время как одноязычие, то есть исключительное использование «высокого» литературного языка, берет свое начало от Петрарки. Анализирую Данте, Контини характеризовал его творчество термином «плюрилингвизм»; Контини называл Данте «персонажем-поэтом».

## Работы

### Образовательные
- Esercizî di lettura sopra autori contemporanei con un’appendice su testi non contemporanei, Firenze, Parenti, 1939. — Firenze, Felice Le Monnier, 1947; Nuova edizione aumentata di «un anno di letteratura», Torino, Einaudi, 1974; Collana Paperbacks n.137, Einaudi, 1982, ISBN 88-06-05372-8.
- Un anno di letteratura, Firenze, Le Monnier, 1942, SBN IT\ICCU\LO1\0092572.
- Gianfranco Contini, Vincenzo De Bartholomaeis, in «Giornale storico della letteratura italiana», CXXX, 1953, p. 550 e segg.
- Letteratura dell’Italia unita 1861—1968, Firenze, Sansoni, 1997 [1968], ISBN 88-383-1611-2. — Introduzione di Cesare Segre, Collana Alta fedeltà, BUR, Milano, 2012, ISBN 978-88-170-5450-8.
- Varianti e altra linguistica. Una raccolta di saggi (1938—1968), Torino, Einaudi, 1970. — Collana Paperbacks n.96, Einaudi, 1992.
- Letteratura italiana delle origini, Firenze, Sansoni, 1970—2000. — Collana Alta fedeltà, BUR, Milano, 2013, ISBN 978-88-17-06769-0.
- Altri esercizî (1942-71), in Paperbacks, n. 93, Torino, Einaudi, 1972, SBN IT\ICCU\SBL\0456449.
- Una lunga fedeltà. Scritti su Eugenio Montale, in Piccola Biblioteca, n. 226, Torino, Einaudi, 1974, ISBN 88-06-03860-5.
- La Letteratura italiana Otto-Novecento, Collana Le letterature del mondo, Firenze, Sansoni, 1974. — Milano, Rizzoli, 1998, ISBN 88-17-11254-2.
- Un’idea di Dante. Saggi danteschi, in Piccola Biblioteca. Nuova serie, n. 92, Torino, Einaudi, 2001 [1976], ISBN 978-88-06-15858-3.
- Letteratura italiana del Quattrocento, in Saggi, Firenze, Sansoni, 1976.
- Gianfranco Contini, Schedario di scrittori italiani moderni e contemporanei, in Nuova Biblioteca, Firenze, Sansoni, 1978, SBN IT\ICCU\SBL\0336187.
- Letteratura italiana del Risorgimento (1789—1861), Firenze, Sansoni, 1986. — Introduzione di Roberto Antonelli, Collana Alta fedeltà, BUR, Milano, 2011.
- Breviario di ecdotica, Milano-Napoli, Riccardo Ricciardi Editore, 1986. — Indici a cura di Gianfranco Breschi, Torino, Einaudi, 1990, ISBN 88-06-11894-3.
- Ultimi esercizî ed elzeviri (1968-87), Collana Paperbacks n.196, Torino, Einaudi, 1988, ISBN 88-06-59911-9.
- . — ISBN 978-88-043-2533-8. — Collana Saggi, Milano, Garzanti, 2019, ISBN 978-88-116-0510-2.
- Gianfranco Contini, Quarant’anni d’amicizia. Scritti su Carlo Emilio Gadda (1934—1988), in Piccola biblioteca Einaudi, n. 505, Torino, Einaudi, 1989, ISBN 88-06-11481-6.
- Gianfranco Contini, La parte di Benedetto Croce nella cultura italiana, in Saggi brevi, n. 6, Torino, Einaudi, 1989, ISBN 88-06-11423-9.
- . — ISBN 88-06-14207-0.
- Gianfranco Contini, Poesie, a cura di Pietro Montorfani, Torino, Aragno, 2010, ISBN 978-88-8419-457-2.
- Gianfranco Contini, Dove va la cultura europea? Relazione sulle cose di Ginevra, in Luca Baranelli e Daniele Giglioli (a cura di), Quodlibet, n. 59, Macerata, Quodlibet, 2012, ISBN 978-88-7462-417-1. URL consultato il 2 giugno 2015.
- Gianfranco Contini, Pagine pierriane. Schede, esercizi, corrispondenza, A cura di Giorgio Delia, Firenze, 2012.
- Gianfranco Contini 1912—2012. Attualità di un protagonista del Novecento. A cura di Lino Leonardi, Firenze, 2014.

### Биографии
- Dante Alighieri, Rime, Introduzione e commento di G. Contini, Nuova raccolta di classici italiani annotati n.1, Torino, Einaudi, 1939, SBN IT\ICCU\RAV\0232505. — II ed. riveduta e accresciuta, Einaudi, 1946, riproduzione in facsimile 1965; Collana NUE n.64, Einaudi, 1965—1993; Con un saggio di Maurizio Perugi, Collana Einaudi Tascabili n.256, Einaudi, 1995; Collana ET Classici, Einaudi, 2007, 2021, ISBN 978-88-062-5029-4.
- Francesco De Sanctis, Scelta di scritti critici, a cura di G. Contini, Torino, Utet, 1949, SBN IT\ICCU\NAP\0215556.
  - Francesco De Sanctis, Scelta di scritti critici e ricordi, a cura di G. Contini, 2ª edizione accresciuta, Torino, UTET, 1969, SBN IT\ICCU\TO0\0055624.
- G. Contini (a cura di), Racconti della Scapigliatura piemontese, Collana Il Centonovelle. Novelliere antico e moderno n.29, Milano, Bompiani, 1953, SBN IT\ICCU\TO0\0340508. — Torino, Einaudi, 1992.
- G. Contini (a cura di), Poeti del Duecento, vol. 2, Milano-Napoli, Ricciardi, 1960, SBN IT\ICCU\NAP\0428606.
  - G. Contini (a cura di), Poeti del Duecento. Poesia «realistica» toscana, in Classici Ricciardi, n. 34, Torino, Einaudi, 1977, SBN IT\ICCU\MOD\0042835.
- Francesco Petrarca, Canzoniere, a cura di G. Contini e Daniele Ponchiroli, Collana NUE, Torino, Einaudi, 1964, SBN IT\ICCU\RAV\0106658.
- Carlo Emilio Gadda, La cognizione del dolore, in G. Contini (a cura di), gli struzzi, n. 20, 3ª ed., Torino, Einaudi, 1970, SBN IT\ICCU\TO0\0562352.
- Roberto Longhi, Da Cimabue a Morandi, in I Meridiani, a cura di G. Contini, Milano, Mondadori, 1973, SBN IT\ICCU\RLZ\0309178.
- Eugenio Montale, L’opera in versi, Edizione critica a cura di Rosanna Bettarini e G. Contini, Collana «i millenni», Torino, Einaudi, 1980, ISBN 88-06-05090-7.
- G. Contini (a cura di), Antologia leopardiana, in Universale letteraria Sansoni, Firenze, Sansoni, 1988—1997, ISBN 88-383-0066-6.
- G. Contini (a cura di), Antologia manzoniana, Firenze, Sansoni, 1989—2002. — ora in Letteratura italiana del Risorgimento, BUR, 2011.
- G. Contini, Italia magica. Racconti surreali novecenteschi scelti e presentati da G. Contini, in SuperCoralli, Torino, Einaudi, 1988, ISBN 88-06-11450-6.
- G. Contini (a cura di), Poeti del Dolce stil novo, in Oscar classici, n. 194, Milano, Mondadori, 1991, ISBN 88-04-34046-0.

### Переводы
- Friedrich Hölderlin, Alcune poesie, G. Contini, Firenze, Fratelli Parenti, 1941, SBN IT\ICCU\IEI\0083301. — Torino, Einaudi, 1982—1987.
- Gil Vicente, Trilogia delle Barche, Collana Scrittori tradotti da scrittori n.46, Torino, Einaudi, 1992.

### Наследие
- Gianfranco Contini, Lettere all’editore (1945—1954), a cura di Paolo Di Stefano, Torino, Einaudi, 1990, SBN IT\ICCU\BAS\0236223.
- Carlo Emilio Gadda, Lettere a Gianfranco Contini a cura del destinatario 1934-67, in Saggi Blu, Milano, Garzanti, 1988, ISBN 978-88-11-59835-0. — Nuova ed. con 62 lettere inedite, a cura di Dante Isella e G. Ungarelli, Collana Saggi, Garzanti, 2009, ISBN 978-88-117-4085-8.
- Eugenio Montale, Gianfranco Contini, Eusebio e Trabucco. Carteggio, a cura di Dante Isella, Milano, Adelphi, 1997, ISBN 978-88-459-1342-6.
- Emilio Cecchi, Gianfranco Contini, L’onestà sperimentale. Carteggio, a cura di Paolo Leoncini, Milano, Adelphi, 2000, ISBN 978-88-459-1532-1.
- «Il paesaggio d’un presentista». Corrispondenza tra Gianfranco Contini e Luigi Russo (1936—1961). A cura di Domenico De Martino, Firenze, 2009.
- Coup de foudre. — ISBN 978-88-830-4231-7.
- Un’amicizia in atto. Corrispondenza tra Gianfranco Contini e Aldo Capitini (1935—1967). A cura di Adriana Chemello e Mauro Moretti, Firenze, 2012.
- . — ISBN 978-88-776-8677-0.
- «Come per una congiura». Corrispondenza tra Gianfranco Contini e Sandro Sinigaglia (1944—1989). A cura di Gualberto Alvino, Firenze, 2015
- Lettere per una nuova cultura. Gianfranco Contini e la casa editrice Einaudi (1937—1989). A cura di Maria Villano, Firenze, 2019.
- Cesare Angelini, Gianfranco Contini, Critica e carità. Lettere (1934—1965), a cura di Gianni Mussini, con la collaborazione di Fabio Maggi, prefazione di Carlo Carena, Collana Biblioteca letteraria dell’Italia unita, Novara, Interlinea, 2021.

## Награды
- Золотая медаль заслуженному работнику школы культуры и искусства[12]

## Благодарности
- В 1955 году Контини был удостоен премии Фельтринелли, присуждаемой Национальной Академией Линчеи в области филологии и истории литературы.[13]
- В 1988 году работа «Последние упражнения и эльзевири» получила премию Виареджо как в номинации лучшая научно-популярная литература.[14]

## Примечание
1. 1 2 3 4  BeWeB
2. 1 2 3 4  Gianfranco Contini // Annuaire prosopographique : la France savante / под ред. B. Delmas, Р. Матис — 2009.
3. 1 2 3 4  Deutsche Nationalbibliothek Record #118669931 // Gemeinsame Normdatei (нем.) — 2012—2016.
4. 1 2 3 4 5 6 7 8 9 10  (Italia).
5. 1 2 3 4 5 6   Gianfranco Contini Архивная копия от 1 октября 2019 на Wayback Machine, su novara.com, Novara on line letteratura. URL consultato il 2 giugno 2015.
6. 1 2 3 4 5  Mattia Cavadini. Gianfranco Contini vent'anni dopo. Storia e eredità di un Maestro. RSI - Radio Televisione Svizzera (1º febbraio 2010). Дата обращения: 28 декабря 2012. Архивировано из оригинала 28 декабря 2012 года.
7. ↑  Società Dantesca Italiana - Storia. Società Dantesca Italiana (2009). Дата обращения: 22 мая 2015. Архивировано из оригинала 22 мая 2015 года.
8. ↑  (Tellini p. 108).
9. ↑  (Tellini p. 107).
10. ↑  (Isella).
11. ↑  Massimo Raffaeli. L’eredità di Contini. Le parole e le cose (3 апреля 2013). Дата обращения: 23 ноября 2022. Архивировано 23 ноября 2022 года.
12. ↑  Medaglia d'oro ai benemeriti della scuola della cultura e dell'arte Prof. Gianfranco Contini. Дата обращения: 23 ноября 2022. Архивировано 22 декабря 2015 года.
13. ↑  Premi Feltrinelli 1950-2011. Дата обращения: 23 ноября 2022. Архивировано 25 января 2020 года.
14. ↑  Premio letterario Viareggio-Rèpaci. Дата обращения: 18 февраля 2015. Архивировано из оригинала 19 июля 2014 года.